# 良岑晨直
良岑 晨直（よしみね の ときなお）は、平安時代前期の貴族。名は晨真とも記される。大納言・良岑安世の子。官位は従四位下・左中弁。

## 経歴
清和朝前半に左衛門大尉を務め、貞観9年（867年）従五位下に叙爵し、翌貞観10年（868年）掃部頭に任ぜられる。
陽成朝以降は内蔵寮の官人を務め、内蔵権頭の官職にあった元慶5年（881年）4月の賀茂祭で社に対して祝詞の宣旨を行い、12月の陽成天皇の元服に際しては水尾陵（清和天皇陵）に派遣されその報告を行っている。
その後、位階は従四位下に至り、光孝朝の仁和3年（887年）内蔵頭に昇格している。また、時期は不明ながら左中弁を務めた。

## 官歴
『日本三代実録』による。
- 貞観6年（864年） 正月：蔵人[3]
- 時期不詳：正六位上。左衛門大尉
- 貞観9年（867年） 正月7日：従五位下
- 貞観10年（868年） 2月17日：掃部頭
- 時期不詳：従五位上
- 元慶5年（881年） 4月20日：見内蔵権頭兼讃岐介
- 時期不詳：従四位下
- 仁和3年（887年） 8月22日：内蔵頭
- 時期不詳：左中弁[4]

## 系譜
- 父：良岑安世[4]
- 母：不詳
- 妻：丹波氏または丹治氏[4]
  - 次男：良岑衆樹（862-920）[4]
- 生母不詳の子女
  - 男子：良岑善樹